# Bumfidel
Bumfidel ist der Titel einer Kurzfilmreihe, die in den 1970er und 1980er Jahren innerhalb der deutschen Ausgabe der Fernsehsendung Sesamstraße gezeigt wurde und die es auch als Buchausgabe sowie als Hörspiel gab.
Sie erzählte "lustige Geschichten eines Lausejungen", Bumfidel, der bei seiner alleinerziehenden Mutter in bescheidenen Verhältnissen in Hamburg lebt. In der Kurzfilmreihe wurde Bumfidel dargestellt von Markus Krüger, seine Mutter von Ingeburg Kanstein.
Außerdem erschienen sehr viele Bücher mit gezeichneten Bumfidel-Geschichten bei Rowohlt. Diese stammen von Marieluise Bernhard-von Luttitz. Ein Hörspiel entstand 1976 mit der Originalbesetzung aus der Sesamstraße. Autor war Jan Harloff.